# Mékrou
Le Mékrou est une rivière africaine, longue de 410 km se trouvant au nord du Bénin et formant une partie de la frontière avec le Niger. C'est un affluent du Niger en rive droite.